# Jenny Shakeshaft
Jenny Shakeshaft (anciennement Jennifer Sipes) est une actrice américaine née le 26 décembre 1984 à Monument, dans le Colorado (États-Unis).

## Filmographie
- 2006 : Inspector Mom (série TV) : Joy
- 2007 : Tolérance zéro 2 (Walking Tall: The Payback) (vidéo) : Crystal Martin
- 2007 : Tolérance zéro 3 : Justicier solitaire (Walking Tall: Lone Justice) (vidéo) : Crystal Martin
- 2008 : Exit Speed : Rachel
- 2008 : The Loss of a Teardrop Diamond : Caroline
- 2008 : W. : L'Improbable Président (W.) : Susie Evans
- 2008 : Hallmark Hall of Fame (série TV) : Lisa
- 2008 : Une leçon de vie (Front of the Class) (TV) : Lisa
- 2008 : Les Feux de l'amour (The Young and the Restless) (feuilleton TV) : Beatrice
- 2008 : Karma Police : Mary Nichols
- 2009 : Mirrors 2 : Kayla
- 2010 : Brotherhood : Emily
- 2010 : Earthling : Joy
- 2011 : The Tree of Life de Terrence Malick : la sixième femme